# Bence Dárdai
Bence Dárdai (Berlín, 24 de enero de 2006) es un futbolista alemán, nacionalizado húngaro, que juega de centrocampista en el VfL Wolfsburgo de la 1. Bundesliga.

## Trayectoria
Es canterano del Hertha Berlín, con el que empezó a entrenar en 2023 con un contrato de apoyo hasta 2024. Debutó con el Hertha BSC como suplente de última hora en la derrota por 1-0 en la 2. Bundesliga ante el Fortuna Düsseldorf el 29 de julio de 2023. Debutó junto a sus 2 hermanos y fue entrenado por su padre.
El 4 de junio de 2024 firmó un contrato de larga duración con el VfL Wolfsburgo.

## Selección nacional
En el Campeonato Europeo Sub-17 de la UEFA 2023, marcó el segundo penalti con el que Alemania venció a Francia por 5-4 en la tanda de penaltis de la final. En categoría absoluta decidió jugar para Hungría e hizo su debut el 23 de marzo de 2025 en un encuentro de la promoción de ascenso y descenso de la Liga de Naciones de la UEFA 2024-25 ante Turquía que perdieron por cero a tres.

## Vida personal
Es hijo del entrenador y exfutbolista húngaro Pál Dárdai, y hermano menor de los futbolistas Palkó Dárdai y Márton Dárdai. El abuelo de Bence también fue futbolista y entrenador, y también se llamaba Pál Dárdai.

## Estadísticas

### Clubes
Actualizado al último partido disputado el 30 de noviembre de 2024.
| Club                        | Div.          | Temporada     | Liga  | Liga  | Liga   | Copas nacionales | Copas nacionales | Copas nacionales | Copas internacionales | Copas internacionales | Copas internacionales | Total | Total | Total  |
| Club                        | Div.          | Temporada     | Part. | Goles | Asist. | Part.            | Goles            | Asist.           | Part.                 | Goles                 | Asist.                | Part. | Goles | Asist. |
| --------------------------- | ------------- | ------------- | ----- | ----- | ------ | ---------------- | ---------------- | ---------------- | --------------------- | --------------------- | --------------------- | ----- | ----- | ------ |
| Hertha Berlín · Alemania    | 2.ª           | 2023-24       | 8     | 0     | 0      | 1                | 0                | 0                | —                     | —                     | —                     | 9     | 0     | 0      |
| Hertha Berlín · Alemania    | Total club    | Total club    | 8     | 0     | 0      | 1                | 0                | 0                | 0                     | 0                     | 0                     | 9     | 0     | 0      |
| Hertha Berlín II · Alemania | 4.ª           | 2023-24       | 4     | 0     | 0      | —                | —                | —                | —                     | —                     | —                     | 4     | 0     | 0      |
| Hertha Berlín II · Alemania | Total club    | Total club    | 4     | 0     | 0      | 0                | 0                | 0                | 0                     | 0                     | 0                     | 4     | 0     | 0      |
| VfL Wolfsburgo · Alemania   | 1.ª           | 2024-25       | 5     | 1     | 1      | 2                | 0                | 0                | —                     | —                     | —                     | 7     | 1     | 1      |
| VfL Wolfsburgo · Alemania   | Total club    | Total club    | 5     | 1     | 1      | 2                | 0                | 0                | 0                     | 0                     | 0                     | 7     | 1     | 1      |
| Total carrera               | Total carrera | Total carrera | 17    | 1     | 1      | 3                | 0                | 0                | 0                     | 0                     | 0                     | 20    | 1     | 1      |